# 빠따니주
빠따니주(태국어: ปัตตานี)는 태국 남부의 주(짱왓)의 하나이다. 이웃한 주는 남쪽부터 시계 방향으로 나라티왓 주, 얄라 주, 송클라 주이다.

## 지리
빠따니는 말레이 반도에 위치하고 북쪽은 타이만의 해안이다. 남쪽은 산깔라키리 산맥의 산지이고, 부도-수-응아이 빠디 국립공원이 얄라 주, 나라티왓 주와의 경계에 위치해, 희귀한 식물들을 포함한 숲이 보호되고 있다. 송클라 주, 얄라 주와의 경계에 있는 남똑사이카오는 삼림 공원으로, 사이카오 폭포로 유명하다.

## 역사
빠따니라는 이름은 빠따니 말레이어로 '이 해변'을 의미하는 파타니(ڤتنا)에서 유래한 것이다.
역사적으로 빠따니 주는 반독립적인 말레이족의 빠따니 왕국의 중심지로서, 이들은 태국의 수코타이 왕국과 아유타야 왕국에 공물을 바쳤다. 1767년에 아유타야가 버마에 멸망한 후에 빠따니의 왕국은 완전한 독립을 얻었으나, 라마 1세는 이들을 다시 시암의 지배하에 두었다.
1909년에 시암과 영국간의 방콕 조약으로 시암의 일부로 병합되었다. 얄라와 나라티왓은 원래 빠따니의 일부였으나 독립된 주가 되었다. 사뚠과 송클라는 거의 반독립적인 국가였다.
2004년 이후부터 빠따니 분리주의 운동이 일어나고 있다.

## 인구
빠따니는 말레이족 무슬림이 인구의 다수인 태국의 4주의 하나로, 88%가 무슬림이다. 이들은 빠따니 말레이어를 사용한다. 빠따니 말레이족은 민족적, 문화적으로 말레이시아 켈란탄 주의 말레이족과 매우 유사하다.

## 행정 구역
주에는 12개의 암프(군)와 더 세부 행정구역인 115개의 땀본 그리고 629개의 무반 (행정 구역)이 있다.
| 1. 므앙빠따니군 (말레이어: 파타니) 2. 콕포군 3. 농찍군 4. 빠나레군 5. 마요군 6. 퉁양댕군 | 1. 사이부리군 (말레이어: 텔루반 또는 셀린둥 바유) 2. 마이깬군 3. 야링군 (말레이어: 자링) 4. 야랑군 5. 까포군 6. 매란군 |